# Лука Фузі
Лука Фузі (італ. Luca Fusi, * 7 червня 1963, Лекко) — колишній італійський футболіст, півзахисник. По завершенні ігрової кар'єри — футбольний тренер.
Як гравець насамперед відомий виступами за клуб «Торіно», а також національну збірну Італії.
Дворазовий чемпіон Італії. Триразовий володар Кубка Італії. Володар Суперкубка Італії з футболу. Володар Кубка УЄФА. Володар Кубка Мітропи.

## Клубна кар'єра
Вихованець футбольної школи клубу «Комо». Дорослу футбольну кар'єру розпочав 1981 року в основній команді того ж клубу, в якій провів п'ять сезонів, взявши участь у 125 матчах чемпіонату.
Згодом з 1986 по 1990 рік грав у складі команд клубів «Сампдорія» та «Наполі». Протягом цих років виборов титул чемпіона Італії, ставав володарем Кубка Італії, володарем Кубка УЄФА.
Своєю грою за останню команду привернув увагу представників тренерського штабу клубу «Торіно», до складу якого приєднався 1990 року. Відіграв за туринську команду наступні чотири сезони своєї ігрової кар'єри. Більшість часу, проведеного у складі «Торіно», був основним гравцем команди. За цей час додав до переліку своїх трофеїв ще один титул володаря Кубка Італії, ставав володарем Кубка Мітропи.
Протягом 1994—1996 років захищав кольори команди клубу «Ювентус». За цей час додав до переліку своїх трофеїв ще один титул чемпіона Італії, знову ставав володарем Кубка Італії, володарем Суперкубка Італії з футболу.
Завершив професійну ігрову кар'єру у швейцарському клубі «Лугано», за команду якого виступав протягом 1996—1997 років.

## Виступи за збірну
1988 року дебютував в офіційних матчах у складі національної збірної Італії. Протягом кар'єри у національній команді, яка тривала 5 років, провів у формі головної команди країни лише 8 матчів. У складі збірної був учасником чемпіонату Європи 1988 року у ФРН, на якому команда здобула бронзові нагороди.

## Кар'єра тренера
Розпочав тренерську кар'єру відразу ж по завершенні кар'єри гравця, 1997 року, увійшовши до тренерського штабу клубу «Аталанта».
В подальшому очолював команди клубів «Белларія Іджеа Марина» та «Реаль Марчіанізе», а також входив до тренерського штабу клубу «Чезена».
Наразі останнім місцем тренерської роботи був клуб «Фоліньйо», команду якого Лука Фузі очолював як головний тренер до 2010 року.
| Дата       | Місто      | Господарі  | Результат | Гості      | Турнір           | Голи | Примітки         |
| ---------- | ---------- | ---------- | --------- | ---------- | ---------------- | ---- | ---------------- |
| 31/03/1988 | Спліт      | Югославія  | 1 – 1     | Італія     | товариський матч | -    | вийшов на 74'    |
| 27/04/1988 | Люксембург | Люксембург | 0 – 3     | Італія     | товариський матч | -    | вийшов на 46'    |
| 26/04/1989 | Таранто    | Італія     | 4 – 0     | Угорщина   | товариський матч | -    | вийшов на 73'    |
| 14/10/1989 | Болонья    | Італія     | 0 – 1     | Бразилія   | товариський матч | -    | вийшов на 58'    |
| 21/12/1989 | Кальярі    | Італія     | 0 – 0     | Аргентина  | товариський матч | -    | вийшов на 68'    |
| 31/05/1992 | Нью-Гейвен | Італія     | 0 – 0     | Португалія | USA Cup          | -    | замінений на 77' |
| 04/06/1992 | Бостон     | Італія     | 2 – 0     | Ірландія   | USA Cup          | -    | замінений на 46' |
| 06/06/1992 | Чикаго     | США        | 1 – 1     | Італія     | товариський матч | -    | вийшов на 65'    |
| Усього     |            | Матчів     | 8         |            | Голів            | 0    |                  |

## Титули і досягнення
- Чемпіон Італії (2):

«Наполі»: 1989–90
«Ювентус»: 1994–95
- Володар Кубка Італії (3):

«Сампдорія»: 1987–88
«Торіно»: 1992–93
«Ювентус»: 1994–95
- Володар Суперкубка Італії (1):

«Ювентус»: 1995
- Володар Кубка УЄФА (1):

«Наполі»: 1988–89
- Володар Кубка Мітропи (1):

«Торіно»: 1991